# بيل تشامبرز (كرة سلة)
بيل تشامبرز (بالإنجليزية: Bill Chambers)‏ مواليد 13 ديسمبر 1930 في لينشبرغ، هو مدرب كرة سلة أمريكي ولاعب سابق. تم اختياره من قبل فريق لوس أنجلوس ليكرز خلال الدرافت. حمل الرقم 32. يبلغ طوله 6 قدم 4 بوصة (1.9 م).